# Ramuntxo Camblong
Ramuntxo Camblong   (Makea, 11 de novembre de 1939 - Anglet, 12 de novembre de 2021) va ser un polític nacionalista basc. Va ser durant molts anys el president de l'òrgan territorial del Partit Nacionalista Basc (en el qual va ingressar en 1997, procedent d'Eusko Alkartasuna) a Iparralde, l'Ipar Buru Batzar i, per tant, membre de l'Euzkadi Buru Batzar.

## Biografia
Enginyer electrònic format a París i a Angers, va ser professor d'electrònica, matemàtiques i física al "Lycée technique" d'Hazparne (Iparralde) de 1966 a 1975. En 1969 va ser cofundador de Seaska, la federació d'ikastolak d'Iparralde, juntament amb Argitxu Noblia i Manex Pagola.
Camblong va ser un dels impulsors del moviment cooperativista a Iparralde, seguint el model de Mondragón Corporación Cooperativa. En 1974 va crear una associació per fomentar el cooperativisme, Partzuer, i de 1986 a 1996 va ser president de l'Associació de Cooperatives d'Aquitània. Com a director de la cooperativa Copelec, va ser conseller electe de la Cambra de comerç de Baiona, membre del Consell de Desenvolupament del País Basc, així com del Consell Econòmic i Social d'Aquitània.
Com a membre del Partit Nacionalista Basc, formant part de la llista majoritària, va ser regidor de l'ajuntament d'Angelu entre 2001 i 2008.
Va ser autor de nombroses col·laboracions sobre la situació econòmica d'Iparralde en publicacions com Enbata, Herria, Egia i Jakin, i autor de l'assaig econòmic Gure ekonomiaren hiru pundu. Ha estat president d'Euskal Kultur Erakundea (EKE), associació que aglutina a les organitzacions culturals basques d'Iparralde. Va ser acadèmic corresponent de l'Euskaltzaindia, i patró de la Fundació Sabino Arana.
A causa de la seva postura contra la violència va sofrir diversos atacs.